# Solenopsis nitida
Solenopsis nitida is een mierensoort uit de onderfamilie van de Myrmicinae. De wetenschappelijke naam van de soort is voor het eerst geldig gepubliceerd in 1994 door Dlussky & Radchenko.